# Roland Levin
Samuel Roland Levin, född 29 december 1911 i Stockholm, död 7 juli 2003 i Stockholm, var en svensk schlagertextförfattare och tandläkare. 
Levin studerade vid Södra latin i Stockholm och var skolkamrat med Alf Sjöberg, Stig Järrel, och Sven Paddock; bland dessa elever växte ett teater- och revyintresse fram. Han skrev sin första revy ihop med Sven Paddock 1929. 
Efter studierna vid Södra latin vidareutbildade Levin sig till tandläkare. Han var anställd som textförfattare hos Ahlins musikförlag under åren 1933–1945, där han skrev texter till ett femtontal filmer, och ordförande i SKAP (Föreningen Svenska Kompositörer Av Populärmusik) 1965–1977. Vid valet av Sveriges representant till Melodifestivalen 1958 var han en av medlemmarna femmannajuryn som valde ut det svenska bidraget Samma stjärnor lysa för oss två. 
Levin var gift med skådespelerskan Ruth Kasdan.

## Textförfattare i urval
- 1935 – Efter regn – solsken
- 1935 – Apladalen i Värnamo
- 1944 – I min lilla, lilla värld av blommor
- 1946 – Violer till mor (inspelad av Bertil Boo)